# Edoardo Agnelli
Edoardo Agnelli (2 stycznia 1892 w Weronie, 14 lipca 1935 w Genui) – włoski przemysłowiec oraz działacz sportowy.

## Życiorys
Syn Giovanniego Agnelliego, założyciela koncernu motoryzacyjnego FIAT, oraz Clary Boselli. Brat Anicety Cateriny. Urodzony w Weronie, gdzie mieścił się garnizon wojskowy jego ojca, w tym okresie odbywającego służbę wojskową. Wykształcenie zdobył z zakresu prawa. Brał czynny udział w I wojnie światowej. Po zakończeniu studiów odbył podróż dookoła świata w celach biznesowych. Był wiceprezesem FIATa, a także pełnił wiele innych funkcji, między innymi wiceprezesa zakładu przemysłowego w Villar Perosa, wiceprezesa regionalnego zarządu ds. ekonomii oraz prezydenta zarządu administracyjnego dzienników La Stampa i Giornale del Pinerolese.
Był pasjonatem piłki nożnej, w szczególności turyńskiego klubu Juventus F.C. Podczas prezydentury w klubie w latach 1923–1935 współpraca pomiędzy rodziną Angellich a klubem została zacieśniona. W jej trakcie Juventus zdobył 6 Scudettich w okresie 10 lat, w tym 5 z rzędu, co do 2017 roku stanowiło rekord rozgrywek. Po śmierci Agnelliego w 1935 roku jego praca kontynuowana była przez pozostałych członków rodziny. Jego potomkowie Gianni Agnelli oraz Umberto Agnelli sprawowali w dalszych latach rządy w klubie.

Obdarzony wyjątkową inteligencją oraz uprzejmością oraz wielkim doświadczeniem świata, życia, pracy które mógł zdobyć dzięki współpracy ze swoim ojcem, pasjonat wszelkiego rodzaju sportów, świetny kierowca, dyrektor turyńskich wyścigów konnych, prezydent honorowy grupy sportowej FIAT, przynosi do naszej drużyny razem ze swoją cenną pracą, imię które jawi się jako niesamowite połączenie inteligencji i ciężkiej pracy, zwycięstwo sportu oraz zwycięstwo pracy.

W latach 30. wraz z ojcem Giovanni Agnelli sfinansowali zbudowanie ośrodka narciarskiego wokół którego powstała miejscowość wypoczynkowa Sestriere. Firma Agnelli zbudowała cztery kolejki linowe i dwie słynne wieże: „Duchi d'Aosta hotel” (biała wieża) i „La Torre” (czerwona wieża). W następnych latach Sestriere stało się bardzo znanym ośrodkiem narciarskim, zwłaszcza ze względu na różne konkursy i spotkania, które się tutaj odbywały.
Zginął tragicznie 14 lipca 1935 podczas lotu hydroplanem z Forte dei Marmi do Genui. Maszyna marki Savoia-Marchetti S.80 pilotowana przez Arturo Ferrarina rozbiła się i spadła do morza. Edoardo Agnelli zginął na miejscu, z kolei pilot wyszedł z wypadku bez szwanku.